# Inventario de rasgos de ansiedad
El inventario de rasgos de ansiedad o STAI por sus siglas en inglés (State-Trait Anxiety Inventory) es un autoinforme que evalúa la ansiedad en dos dimensiones: estado (algo momentáneo) y rasgo (característica estable).

## Autores
Sus autores son Charle Spielberger, R. L. Gorsuch y R. E. Lushene.

## Población
Este autoinforme está dirigido a adolescentes y adultos con un nivel cultural mínimo que les permita entender las instrucciones y los enunciados.

## Características
Se compone de 40 ítems que dividiremos en 2 subgrupos correspondientes al rango y el estado. Las respuestas son tipo Likert (grado de conformidad) de 0 a 4  (0= casi nunca/nada; 1= algo/a veces; 2= bastante/a menudo; 3= mucho/casi siempre). La puntuación total de cada uno de los subgrupos se deberá encontrar entre el 0 y el 60. Se podrá aplicar en unos 15 minutos. 